# Poienii de Jos
Poienii de Jos – wieś w Rumunii, w okręgu Bihor, w gminie Buntești. W 2011 roku liczyła 562 mieszkańców.